# Francisca Maria Serra Cifre
Francisca María Serra Cifre (Alcúdia 1958) és historiadora. Filla del conegut historiador alcudienc Bartolomeu Serra Martí, ha escrit alguns llibres d'història local, principalment, alguns d'aquests destaquen: